# Cometă razantă din grupul Kreutz
Cometele razante din grupul Kreutz formează o familie de comete, ale căror perihelii sunt foarte aproape de Soare.
Mai întâi observate independent unele față de celelalte, ele au fost grupate astfel ca omagiu astronomului german Heinrich Kreutz, care a explicat asemănarea parametrilor lor orbitali presupunând că ele sunt, cu toatele, ieșite dintr-un nucleu cometar, fragmentat în mai multe rânduri, în urmă cu mai multe secole.
Unele comete din acest grup au devenit « Mari Comete » vizibile, în apropiere de Soare, în plină zi. Cea mai recentă dintre acestea este  cometa Ikeya-Seki, observată în 1965, poate una din cele mai strălucitoare comete din ultimul mileniu. Mai multe sute de membre ale acestei familii au fost descoperite după lansarea satelitului de observații solare și heliosferice SoHO în 1995. Unele nu depășesc câțiva metri diametru, iar cea mai mare parte dintre ele sfârșesc prăbușindu-se pe Soare.

## Descoperirea și observații istorice

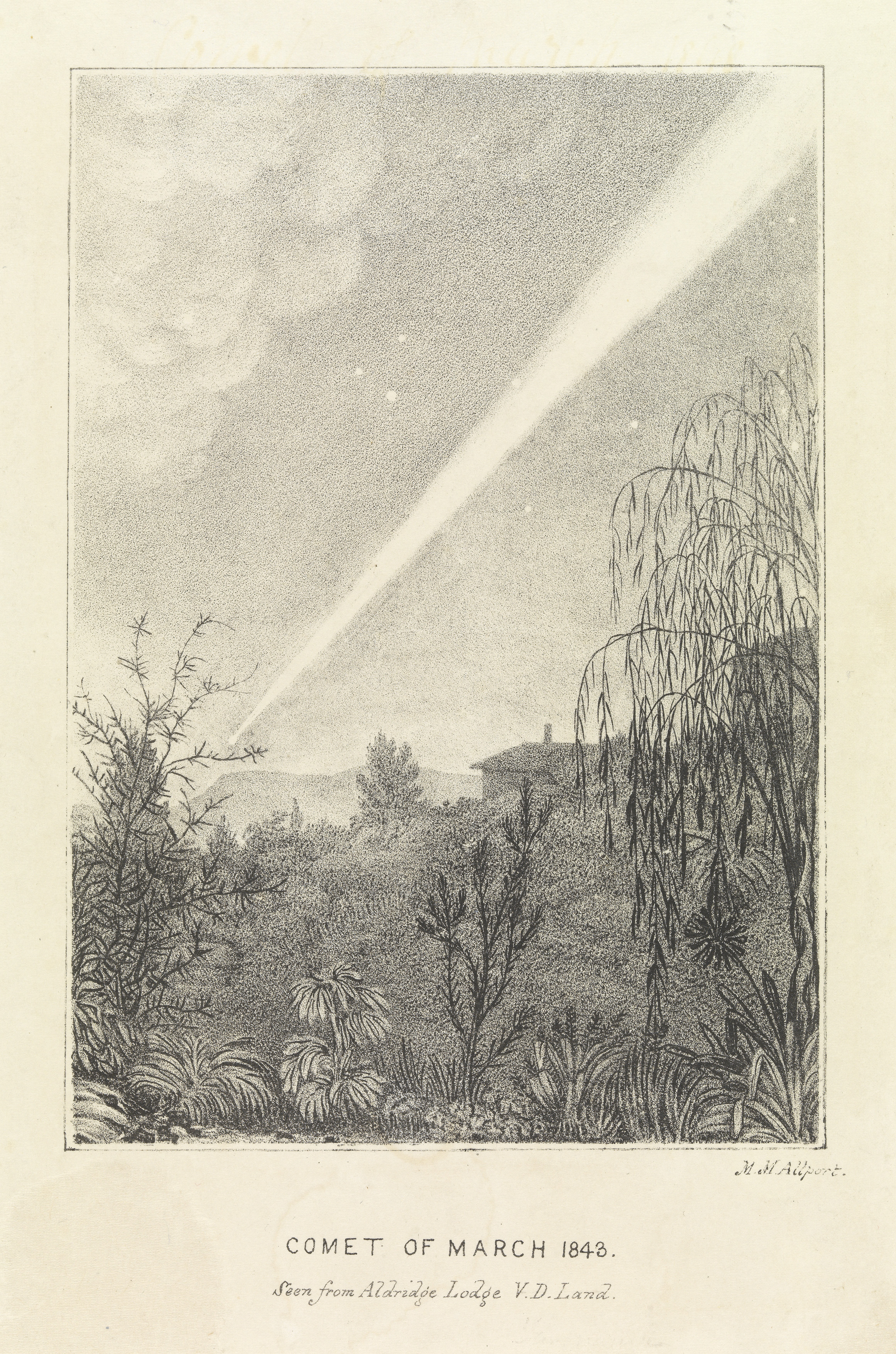
O imagine a Marii Comete din 1843, survolând Tasmania.

Prima cometă a cărei orbită a fost observată foarte aproape de Soare a fost Marea Cometă din 1680. A trecut la doar 200.000 km (0,0013 ua) de suprafața Soarelui, adică la jumătatea distanței Pământ-Lună. Periheliul său se situa la 1,3 raze solare. Pentru un observator situat pe cometă, Soarele ar forma un unghi de 80° pe cer, de 27.000 de ori mai luminos decât de pe Pământ, încălzind suprafața cometei cu o putere de 37 de MW pe metru pătrat.
Astronomii din epocă, inclusiv Edmond Halley, au presupus că observau reîntoarcerea unei comete foarte strălucitoare care apăruse aproape de Soare în 1106. În 1843, după 163 de ani, Marea Cometă din 1843 a apărut și a trecut tot așa de aproape de Soare. În ciuda calculelor care preziceau o perioadă de mai multe secole, unii astronomi s-au întrebat dacă era cometa din 1680. O cometă strălucitoare observată în 1880 urma o orbită aproape la fel cu aceea a cometei din 1843; aceeași constatare a fost făcută privitor la Marea Cometă din 1882. Unii sugerau că era vorba, în realitate, de o singură cometă, a cărei perioadă se scurtase la fiecare trecere aproape de Soare, fiind poate frânată de materia care se afla în apropiere.
O altă propunere spunea că toate aceste comete erau fragmentele unei mai mari comete. Această idee, evocată pentru prima dată, în 1880, a câștigat o mare credibilitate când Marea Cometă din 1882 s-a spart în mai multe fragmente după trecerea sa la periheliu. În 1888, Heinrich Kreutz a publicat un document în care arăta că cometele din 1843, 1880 și 1882 rezultaseră, după toate aparențele, dintr-o cometă uriașă care se fragmentase în cursul revoluțiilor sale. S-a arătat că marea cometă din 1680 nu era legată de această familie de comete.
O altă cometă din grupul lui Kreutz a fost observată în 1887, iar următoarea nu a apărut înainte de 1945. Două comete suplimentare au fost descoperite în 1963: cometa Pereyra, și în 1965: cometa Ikeya-Seki, aceasta din urmă devenind foarte strălucitoare înainte de a fragmenta după ce a trecut de periheliu. Această succesiune rapidă a stimulat numeroase studii despre dinamica acestui grup.

## Membri notabli
Membrii cei mai strălucitori al familiei cometelor razante din grupul lui Kreutz sunt obiecte spectaculoase, ușor vizibile pe cerul diurn. Cele trei mai impresionante au fost Marea Cometă din 1843, Marea Cometă din 1882 și cometa Ikeya-Seki.